# Eduardo Galhardo
Eduardo Augusto Rodrigues Galhardo GOTE • MOVM • ComC • ComA • GOA • MPBS • GCIC • ComNSC • GCNSC (Lisboa, 26 de Junho de 1845 — Lisboa, 8 de Fevereiro de 1908) foi um militar, político, administrador colonial e diplomata português que se notabilizou nas operações de ocupação militar do sul de Moçambique que levaram à captura do monarca nguni Ngungunhane (Gungunhana). Era sobrinho materno do historiador Alexandre Herculano.

## Biografia
Filho do general de divisão Joaquim António Rodrigues Galhardo e de Maria da Assunção de Carvalho e Araújo, esta irmã mais velha do historiador Alexandre Herculano. Casou a 15 de Abril de 1872 com Carlota Cândida Waddington de Brito, de quem teve três filhos. Foi primo-tio-paterno de Herculano Galhardo.

### Carreira militar
Seguindo o exemplo paterno, Eduardo Galhardo estava destinado à carreira das armas. Depois de estudos preparatórios, foi aluno do Real Real Colégio Militar e cursou a Escola do Exército, na arma de Infantaria.
Assentou praça em infantaria a 12 de Agosto de 1863, sendo a 4 de Fevereiro de 1865 nomeado alferes do Regimento de Infantaria N.º 10. Nos anos seguintes serviu em Engenharia Militar e em Artilharia, passando novamente à Infantaria, sendo despachado para o Regimento de Infantaria N.º 11. Foi promovido a tenente a 16 de Abril de 1871, a capitão a 23 de Outubro de 1877.
Entretanto fora professor interino de Aritmética Prática no Real Colégio Militar (1873) e depois director da Escola Regimental (1880).
Foi como capitão que, em 1881, foi nomeado comandante da companhia da correcção aquartelada no Forte de São Julião da Barra, cargo considerado como de grande responsabilidade. Depois da sua promoção a major, em 17 de Março de 1886, foi nomeado chefe de estado-maior da Inspecção-Geral de Infantaria, comissão que manteve até ser promovido a coronel.
Foi promovido a tenente-coronel, a 23 de Abril de 1891 e, em 1892, o ministro da guerra, general Pinheiro Furtado, escolheu-o para chefe do seu gabinete, cargo em que estabeleceu um conjunto de contactos políticos que o ajudaram a tornar num dos militares mais influentes do tempo e o levaria, no ano seguinte, a uma breve passagem pelo parlamento, como deputado pró-governamental.
Foi promovido a coronel a 4 de Agosto de 1894 e logo de seguida nomeado comandante do Regimento de Infantaria N.º 18 (a 15 de Dezembro de 1894), cargo que manteve durante pouco tempo, pois tendo-se desencadeado a resistência nguni (vátua) à presença portuguesa em Moçambique e tendo o governo decidido enviar uma força expedicionária, foi transferido a 4 de Março de 1895 para o comando do Regimento de Infantaria N.º 2, unidade que tinha sido seleccionada para fornecer o grosso das forças a enviar para África.
A 9 de Março foi nomeado comandante das forças expedicionárias, tendo desembarcado em Lourenço Marques a 14 de Abril imediato. Recebido pelo Comissário Régio António Enes, foi por este nomeado comandante da brigada operacional constituída pelas forças portuguesas e pelas tropas auxiliares africanas presente no território. Nessa capacidade dirigiu parte das operações da campanha contra o régulo Gungunhana, distinguindo-se especialmente nas acções de Coolela, a 7 de Novembro, e de Manjacaze, na qual no dia 11 daquele mês atacou, com 700 homens, o kraal de Gungunhana, defendido por 10 000 guerreiros angunes, incendiando-o e forçando o imperador de Gaza a retirar com o seu exército para Chaimite, localidade onde viria a ser aprisionado.
A expedição regressou vitoriosa a Lisboa a bordo do vapor Zaire, onde chegou a 19 de Janeiro de 1896, desembarcando no dia seguinte no cais do Arsenal da Marinha. A recepção foi brilhante, tendo comparecido o rei D. Carlos I, a rainha D. Amélia de Orleães e a rainha-mãe D. Maria Pia, bem como o príncipe D. Luís Filipe e o infante D. Manuel. Presentes estiveram também o ministério, o conselho do almirantado, os oficiais generais de terra e mar e muitas outras personalidades e povo. Nos dias seguintes houve grandiosos festejos, com iluminações, parada, ornamentação da fachada da Câmara Municipal de Lisboa e das janelas das Secretarias de Estado no Terreiro do Paço.
Era já governador da Índia Portuguesa quando foi chamado a Lisboa pelo Ministério da Marinha e Ultramar para prestar provas para ser promovido a general. Foi promovido a general de brigada a 28 de Maio de 1903, chegando a Goa a 26 de Fevereiro de 1904.
Depois de a seu pedido ter sido exonerado, a 12 de Junho de 1905, do cargo de governador, foi nomeado, a 29 de Julho de 1905 para o cargo de director-geral dos Serviços de Infantaria e a 22 de Maio de 1906 para director-geral da Secretaria de Estado dos Negócios da Guerra.
A 24 de Dezembro de 1906 foi nomeado ajudante de campo efectivo do rei D. Carlos I, última função militar que teve.

### Carreira política e diplomática
Entrando na política, sendo presidente do ministério o conselheiro José Dias Ferreira, nas eleições gerais de 23 de Outubro de 1892 (29ª legislatura) foi eleito deputado pró-governamental pelo círculo de Mafra, prestando juramento na Câmara dos Deputados a 16 de Janeiro de 1893. Na sua breve passagem pelo parlamento, a legislatura terminou a 15 de Julho de 1893, tomou parte essencialmente na discussão de assuntos militares, em especial os referentes a matérias orçamentais e de funcionamento das escolas de formação para oficiais das forças armadas.
A 12 de Maio de 1897, prestigiado pelo sucesso em Moçambique, foi nomeado 70º governador de Macau e ministro plenipotenciário de Portugal na China, Japão e Reino do Sião, cargos que exerceu até 23 de Março de 1900, data em que foi nomeado governador da Índia Portuguesa, sendo o 111.º titular do cargo. Permaneceu no governo-geral da Índia até 22 de Julho de 1905, data em que, já promovido a general de brigada, foi exonerado a seu pedido.
Durante o período em que governou a Índia Portuguesa investiu na construção de vias de comunicação e de escolas, o que se traduziu num surto de desenvolvimento para o território. Teve ainda que dominar a revolta dos Ranes, incidente resultante da sublevação de soldados maratas contra a administração colonial portuguesa.
Regressado a Lisboa, o general Galhardo manteve-se na periferia da actividade política, ocupando o importante cargo de ajudante de campo do rei. Quando faleceu em Lisboa, a 8 de Fevereiro de 1908, estava indigitado para as funções de Ministro da Guerra do gabinete presidido por Francisco Joaquim Ferreira do Amaral.

### Condecorações e honras
Eduardo Galhardo detinha, entre outras, as seguintes honras e graus honoríficos: Comendador e Grã-Cruz da Ordem de Nossa Senhora da Conceição de Vila Viçosa; Grande-Oficial da Ordem Militar da Torre e Espada, do Valor, Lealdade e Mérito; Comendador e Grande-Oficial da Ordem Militar de Avis, por serviços distintos; Comendador da Ordem Militar de Cristo; Medalha de Ouro de Valor Militar; Medalha de Prata de Bons Serviços; Medalha de Ouro por Dois Anos de Campanha no Ultramar; Medalha de Ouro Comemorativa da Expedição a Moçambique em 1894-1895; Cruz de 3.ª Classe da Ordem do Mérito Militar de Espanha; e Cavaleiro-Comendador da Ordem do Império Indiano (Knight Commander Order of the Indian Empire ou KCIE); Grã-Cruz da Ordem do Império Colonial a título póstumo a 14 de Julho de 1932. Foi ainda ajudante de campo honorário do rei D. Carlos I e do seu Conselho.